# Eubalichthys gunnii
Eubalichthys gunnii és una espècie de peix de la família dels monacàntids i de l'ordre dels tetraodontiformes.

## Morfologia
- Els mascles poden assolir 60 cm de longitud total.[3][4]

## Hàbitat
És un peix de clima subtropical i demersal que viu entre 5-150 m de fondària.

## Distribució geogràfica
Es troba a les costes meridionals d'Austràlia.

## Observacions
És inofensiu per als humans.